# Pustertaler Staatsstraße
Die Staatsstraße 49 Pustertal oder Staatsstraße 49 des Pustertals (kurz SS 49 oder Pustertaler Staatsstraße, italienisch Strada Statale 49 della Pusteria)  ist eine italienische Staatsstraße in der Autonomen Provinz Bozen – Südtirol. 
Ihr Verlauf wurde 1928 festgelegt. Sie nimmt an der SS 12 knapp nördlich von Brixen in der Gemeinde Vahrn im Eisacktal ihren Anfang, durchquert den gesamten Südtiroler Abschnitt des Pustertals und endet an der italienisch-österreichischen Grenze zu Osttirol bei Sillian, wo sie ihre Fortsetzung als Bundesstraße 100 (Drautal Straße) nach Villach findet.
Die SS 49 geht zurück auf die 1923 festgelegte Strada nazionale 15. Ihre Länge beträgt 71 Kilometer. Wegen ihres Verlaufes durch das Pustertal erhielt sie den namentlichen Titel della Pusteria. 1957 erhielt sie den Seitenast SS 49 bis, der die Staatsstraße über die Anschlussstelle Brixen-Pustertal direkt mit der Brennerautobahn bzw. A 22 verknüpft. Mühlbach wird durch einen Tunnel unterquert; der alte Verlauf der SS 49 ist dort heute die Landesstraße 182. Vintl wird durch eine südlichere Umgehungsstraße umgangen. Ein weiterer Tunnel unterquert die Sonnenburg. Bruneck wird südlich umlaufen, wofür ein Tunnel durch den Kühbergl nötig ist. Welsberg bekam eine Südwestumgehung, für die ebenso ein Tunnel nötig war. Die ursprünglich gerade Führung bei Toblach wurde wegen eines Flugplatzes auf eine nördlichere Führung geändert.
Seit 1997 ist für den Unterhalt der Staatsstraße die Autonome Provinz Bozen – Südtirol zuständig, zuvor unterstand sie der ANAS. Das entsprechende Gesetzesdekret trat am 8. Oktober 1997 in Kraft.